# Pseudacrossus zuercheri
Pseudacrossus zuercheri är en skalbaggsart som beskrevs av Edmund Reitter 1908. Pseudacrossus zuercheri ingår i släktet Pseudacrossus och familjen Aphodiidae. Inga underarter finns listade i Catalogue of Life.